# Ultraleichtfluggelände Weilerswist

i7
i11
i13
Das Ultraleichtfluggelände Weilerswist liegt in der Gemeinde Weilerswist im Kreis Euskirchen in Nordrhein-Westfalen. Der Platzhalter und Betreiber ist die Ultraleicht-Fluggruppe Nordeifel e. V.

## Lage
Das Ultraleichtfluggelände liegt etwa 3,5 km südlich von Weilerswist.

## Flugbetrieb
Das Ultraleichtfluggelände besitzt eine Betriebsgenehmigung für Luftsportgeräte und Freiballone. Es ist mit einer 500 m langen und 20 m breiten Start- und Landebahn aus Gras (Richtung 04/22) ausgestattet. Es dient der Durchführung von Flugbetrieb des Platzhalters mit Luftsportgeräten. Nicht am Platz ansässige Luftfahrzeuge benötigen eine vorherige Genehmigung des Platzhalters, um in Weilerswist starten und landen zu dürfen (PPR).

## Geschichte
Die Ultraleicht-Fluggruppe Nordeifel e. V. wurde 1983 gegründet. Das Ultraleichtfluggelände Weilerswist wurde am 15. September 1992 mit einer Start- und Landebahn von 290 m Länge und 20 m Breite genehmigt. Die Start- und Landebahn wurde im März 2009 auf 500 m verlängert.